# درگهان
دَرگَهان یکی از شهرهای استان هرمزگان در جنوب ایران است.این‌ شهر تابع بخش مرکزی شهرستان قشم است.این‌ شهر در بیست‌ کیلومتری‌ شهر قشم واقع است.
درگهان تا پیش از ۱۳۸۵ یک روستا بود.درگهان که شهری بندری‌ست،به‌عنوان پایگاه بازرگانی شهرستان قشم شناخته‌می‌شود و مهمترین و نامورترین مجتمع‌های بازرگانی این شهرستان در شهر درگهان واقعند و به‌شوند این نام،درگهان در سراسر ایران شناخته‌شده و برسر زبان‌ها افتاده‌ست  از گردشگاه‌های این شهر به اسکله‌ی قدیمی‌اش می‌توان اشاره کرد و همچنین بازار قدیم درگهان و مجتمع‌های بازرگانی نوین.

## جمعیت
برپایه‌ی سرشماری عمومی نفوس و مسکن در سال ۱۳۹۵،جمعیت درگهان برابر با ۱۴،۵۲۵ تن بوده‌است.